# Paratrachelas
Genre
Paratrachelas est un genre d'araignées aranéomorphes de la famille des Trachelidae.

## Distribution
Les espèces de ce genre se rencontrent en zone paléarctique.

## Liste des espèces
Selon World Spider Catalog (version 17.5, 15/10/2016) :
- Paratrachelas acuminus (Zhu & An, 1988)
- Paratrachelas atlantis Bosselaers & Bosmans, 2010
- Paratrachelas ibericus (Bosselaers, Urones, Barrientos & Alberdi, 2009)
- Paratrachelas maculatus (Thorell, 1875)
- Paratrachelas validus (Simon, 1884)

## Publication originale
- Kovblyuk & Nadolny, 2009 : The spider genus Trachelas L. Koch, 1872 in Crimea and Caucasus with the description of Paratrachelas gen.n. (Aranei: Corinnidae). Arthropoda Selecta, vol. 18, no 1/2, p. 35-46 (texte intégral).